# Listă de comune din județul Gorj
Această listă de comune din județul Gorj cuprinde toate cele 61 comune din județul Gorj în ordine alfabetică.

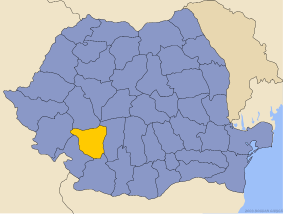
Judeţul Gorj

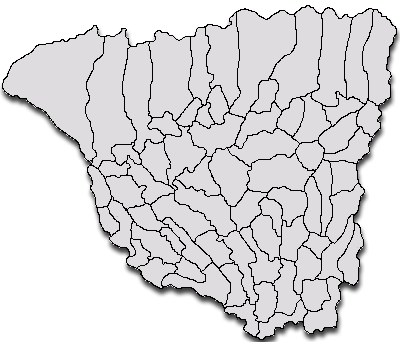
Harta judeţului cu împărţirea administrativ-teritorială pe comune

1. Albeni
2. Alimpești
3. Aninoasa
4. Arcani
5. Baia de Fier
6. Bălănești
7. Bălești
8. Bărbătești
9. Bengești-Ciocadia
10. Berlești
11. Bâlteni
12. Bolboși
13. Borăscu
14. Brănești
15. Bumbești-Pițic
16. Bustuchin
17. Câlnic
18. Căpreni
19. Cătunele
20. Ciuperceni
21. Crasna
22. Crușeț
23. Dănciulești
24. Dănești
25. Drăgotești
26. Drăguțești
27. Fărcășești
28. Glogova
29. Godinești
30. Hurezani
31. Ionești
32. Jupânești
33. Lelești
34. Licurici
35. Logrești
36. Mătăsari
37. Mușetești
38. Negomir
39. Padeș
40. Peștișani
41. Plopșoru
42. Polovragi
43. Prigoria
44. Roșia de Amaradia
45. Runcu
46. Săcelu
47. Samarinești
48. Săulești
49. Schela
50. Scoarța
51. Slivilești
52. Stănești
53. Stejari
54. Stoina
55. Țânțăreni
56. Telești
57. Turburea
58. Turcinești
59. Urdari
60. Văgiulești
61. Vladimir